# حزب المحافظين الأردني
حزب المحافظين هو حزب سياسي أردني تأسس في عام 2016، واتخذ مقرًا له في مدينة عمان، قبل أن يندمج مع عدد من الأحزاب الأخرى لتأسيس حزب التيار الوسطي الأردني الديمقراطي في عام 2023، والذي تمّ حله في وقت لاحق من نفس العام.

## قيادات للحزب
شغل حسن محمود راشد منصب الأمين العام لحزب المحافظين الأردني منذ تأسيسه في عام 2016 وحتى عام 2023 حين اندمج الحزب مع أحزاب أخرى لتكوين حزب التيار الوسطي الأردني الديمقراطي.

## لمحة تاريخية
تأسس حزب المحافظين الأردني في عام 2016، وفي مارس/أذار عام 2023 وافق مجلس مفوضي الهيئة المُستقلة للانتخاب على طلب الاندماج الذي تقدم به كل من الأمين العام لحزب المحافظين والأمين العام لحزب المواطنة الأردني والأمين العام لحزب العدالة الاجتماعية والأمين العام لحزب الأردن لدمج تلك الأحزاب في حزب واحد هو حزب التيار الوسطي الأردني الديمقراطي في محاولة من هذه الأحزاب لتوفيق أوضاعها، وبذلك أصبح حزب المحافظين الأردني يُعتبر حزبًا منحلًّا بموجب قانون الأحزاب الأردني.
وفي مايو/أيار عام 2023 اعتُبر حزب التيار الوسطي الأردني الديمقراطي بدوره حزبًا مُنحلًّا بعدما استبعده مجلس مفوضي الهيئة المستقلة للانتخاب في الأردن بسبب عدم تمكنه من استيفاء بعض الشروط التي نصّ عليها قانون الأحزاب الأردني رقم (7) والصادر في عام 2022. كانت الحكومة الأردنية قد أقرت في العام السابق قانونًا لتنظيم تأسيس الأحزاب السياسية في الأردن، وكانت مواد هذا القانون تشترط أن تُحقّق الأحزاب السياسية مجموعة من المعايير لكي تتم الموافقة على تأسيسها وتُصبح أحزابًا مُعترف بها رسميًا ويحق لها المُشاركة في الانتخابات البرلمانية الأردنية. كان من بين هذه الشروط أن ينضمّ للحزب في وقت إعلان تأسيسه ما لا يقلّ عن 1000 عضو في ستة مُحافظات أردنية مُختلفة، بحيث لا تقل نسبة النساء عن 20 بالمائة من أعضاء الحزب ولا تقل نسبة الشباب عن 20 بالمائة من الأعضاء.
أمهلت الهيئة المُستقلة للانتخاب الأحزاب التي لا تُحقّق بعض أو كل اشتراطات قانون الأحزاب حتى مايو/أيار في العام التالي لكي تتمكّن من توفيق أوضاعها، بينما اعتبرت الأحزاب التي لم تتمكّن من ذلك بعد انقضاء المُهلة المُحددة أحزابًا منحلة، وبناءًا على ذلك تم حل 19 حزبًا سياسيًّا، وكان حزب التيار الوسطي الأردني الديمقراطي واحدًا من هذه الأحزاب.